# کلی اشبری
کِلی آدام اَشبِری (به انگلیسی: Kelly Adam Asbury)؛ (زادهٔ ۱۵ ژانویهٔ ۱۹۶۰ - درگذشته ۲۶ ژوئن ۲۰۲۰) فیلم‌نامه‌نویس اهل ایالات متحده آمریکا بود. او یکی از سه کارگردان انیمیشن شرک دو بود.
وی در ۲۶ ژوئن ۲۰۲۰ پس از مبارزه با بیماری سرطان معده درگذشت.

## فیلم‌شناسی
| سال  | عنوان                       | توضیح                                                |
| ---- | --------------------------- | ---------------------------------------------------- |
| ۲۰۱۹ | خانواده آدامز               | هنرمند داستان اضافی                                  |
| ۲۰۱۹ | عروسک‌های زشت                | کارگردان، صدای گربه جیبری، اُلیوِر، چِف، و دگمه‌ها       |
| ۲۰۱۷ | اسمورف‌ها: دهکده گمشده       | کارگردان، صدای اسمورف فضول                           |
| ۲۰۱۳ | یخ‌زده                       | هنرمند داستان اضافی                                  |
| ۲۰۱۲ | رالف خرابکار                | Story artist                                         |
| ۲۰۱۱ | نومئو و ژولیت               | کارگردان داستان و فیلم‌نامه صدای رِد گون نُمز           |
| ۲۰۰۸ | ماداگاسکار: فرار به آفریقا  | هنرمند داستان اضافی                                  |
| ۲۰۰۸ | پاندای کونگ‌فوکار            | هنرمند داستان اضافی                                  |
| ۲۰۰۷ | شرک ۳                       | صدای ارباب جشن‌ها، و فیدِلوُرث                          |
| ۲۰۰۴ | شرک ۲                       | کارگردان، صداهای اضافی، (ADR group)                  |
| ۲۰۰۲ | اسپیریت: اسب سیمارون        | همکار کارگردان                                       |
| ۲۰۰۱ | شرک                         | Story artist                                         |
| ۲۰۰۰ | فرار مرغی                   | هنرمند داستان اضافی                                  |
| ۱۹۹۸ | شاهزاده مصر                 | هنرمند ناظر: داستان                                  |
| ۱۹۹۶ | جیمز و هلوی غول‌پیکر         | هنرمند ناظر: داستان                                  |
| ۱۹۹۵ | داستان اسباب‌بازی            | Story artist                                         |
| ۱۹۹۳ | کابوس قبل از کریسمس         | دستیار کارگردان هنری                                 |
| ۱۹۹۱ | دیو و دلبر                  | داستان و هنرمند توسعه دیداری                         |
| ۱۹۹۰ | Roller Coaster Rabbit       | کارگردان هنری                                        |
| ۱۹۹۰ | امدادگران: مأموریت زیرزمینی | طراح شخصیت‌ها، storyboard artist، هنرمند توسعه دیداری |
| ۱۹۸۹ | پری دریایی کوچولو           | هنرمند توسعه دیداری                                  |
| ۱۹۸۷ | Sport Goofy in Soccermania  | هنرمند طرح‌بندی                                       |
| ۱۹۸۵ | دیگ سیاه                    | Inbetween artist                                     |